# NGC 7123
NGC 7123 is een spiraalvormig sterrenstelsel in het sterrenbeeld Indiaan. Het hemelobject werd op 24 juli 1835 ontdekt door de Britse astronoom John Herschel.

## Synoniemen
- ESO 75-27
- PGC 67466